# Femprickig nyckelpiga
Femprickig nyckelpiga (Coccinella quinquepunctata) är en skalbaggsart som beskrevs av Carl von Linné 1758. Den ingår i släktet Coccinella och familjen nyckelpigor.

## Beskrivning
Täckvingarna är röda med vanligen 5 svarta prickar (två på varje täckvinge och en i mitten); i undantagsfall kan arten ha upp till 9 svarta prickar. Halsskölden är svart med vita markeringar på sidorna. Längden är 4 till 5 mm. Den fullbildade larven har en välvd kroppsform och är mörkgrå med svarta, hårförsedda vårtor, orangefärgade markeringar och svarta ben.

## Utbredning
Utbredningsområdet omfattar Mellaneuropa (inklusive Storbritannien men exklusive Irland) och Nordeuropa med ungefärlig sydgräns i mellersta Frankrike och nordligaste Italien. Vidare österut via Vitryssland, Ukraina, Ryssland och Kaukasus till Georgien, Armenien, Azerbajdzjan, Kazakstan, Mongoliet och norra Kina. Den finns också i Nordafrika och Turkiet. I Sverige förekommer arten i Götaland, Svealand och längs Norrlandskusten, medan den i Finland framför allt finns i södra delarna av landet, även om arten har observerats upp till Rovaniemiområdet.

## Ekologi
Den femprickiga nyckelpigan lever i habitat som stränder, framför allt sandiga flodstränder, men kan också förekomma i skogsbryn, ung tallskog, ängar, stäpper och andra gräsmarker och trädgårdar. Den lever av bladlöss, och kan observeras på växter som rödbetor, bomull, ärtväxter (som ginster, vickrar, klöver och blålusern), sommargyllen, kvannearter, tistlar och nässlor. 
Arten övervintrar i grovt grus, bland vissna löv och på enbuskar.

## Bildgalleri

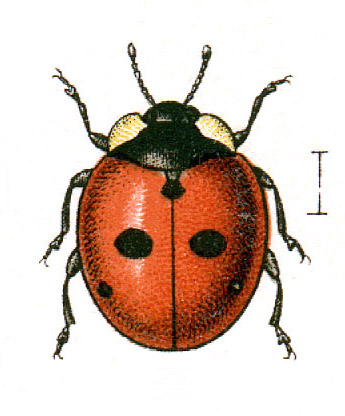
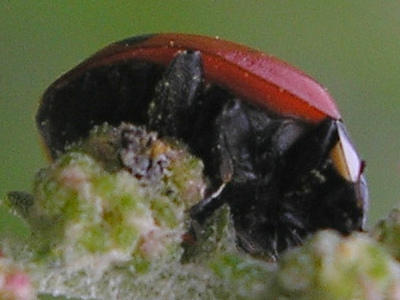
Undersida